# 카롤리나 멘드스
카롤리나 아나 트린다드 코루시 멘드스(포르투갈어: Carolina Ana Trindade Coruche Mendes, 1987년 11월 27일 ~ )는 포르투갈의 여자 축구 선수이다. 주 포지션은 공격수이며, 현재 스포르팅 CP 소속이다.

## 클럽 경력
포르투갈의 여자 축구 리그인 캄페오나투 나시오날 드 푸테볼 페미니누 소속 클럽인 UD 폰트 프리엘라스와 SU 1 드 데젬브루에서 활약했다. 2011년에 스페인의 프리메라 디비시온 페메니나로 활동 무대를 옮긴 이후에 UE 레스타르티트, SPC 야노스 데 올리벤사에서 선수 생활을 했다.
2013년에는 이탈리아의 ASD 리비에라 디 로마냐로 이적했고 2014년에는 러시아의 WFC 로시얀카로 이적했다. 2016년에는 스웨덴의 유르고르덴 IF로 이적했다.

## 국가대표 경력
2007년 3월에 열린 아일랜드와의 알가르브컵 경기에 데뷔했다. 포르투갈은 이 경기에서 1-1 무승부를 기록했다. 네덜란드에서 개최된 UEFA 여자 유로 2017에 처음 참가한 포르투갈 여자 축구 대표팀에 이름을 올렸다. 스코틀랜드와의 조별 예선 경기에서는 선제골을 기록하면서 포르투갈의 2-1 승리에 기여했다.

## 수상
SU 1 드 데젬브루
- 캄페오나투 나시오날 드 푸테볼 페미니누 2회 우승 (2009-10, 2010-11)
- 타사 드 포르투갈 드 푸테볼 페미니누 2회 우승 (2009-10, 2010-11)

WFC 로시얀카
- 쳄피오나트 로시 포 젠스코무 푸트볼루 1회 우승 (2016)